# Werner Klimpt
Werner Klimpt (Egon Eugen Werner Klimpt; * 19. Juli 1900 in Potsdam; † Mai 1978 in den USA) war ein deutscher und US-amerikanischer Ökonom und Mathematiker. Obwohl er von der Gestapo wegen kommunistischer Aktivitäten überwacht wurde, konnte er bis zum Ende des Zweiten Weltkriegs in Deutschland verbleiben. 1946 übersiedelte er in die USA.

## Leben
Werner Klimpt war der Sohn eines evangelischen Buchhalters aus Potsdam. Dort hatte er auch an Ostern 1919 die Notreifeprüfung am Realgymnasium abgelegt. Als Klimpt sich am 23. November 1926 erstmals an der Frankfurter Goethe-Universität einschrieb, hatte er bereits sechs Semester Mathematik und drei Semester Wirtschafts- und Sozialwissenschaften in Tübingen studiert und strebte einen Abschluss als Diplom-Volkswirt an. Etwas abweichend davon ist auf seiner Anmeldekarte vom 13. Mai 1931 das Reifezeugnis auf den Herbst 1918 datiert, und darüber hinaus wurde festgehalten, er habe bisher 14 Semester studiert, davon acht „Theoretische Mat.-Ökonomie“, das Diplom sei abgelegt und er strebe eine wissenschaftliche Arbeit an.
Zu Klimpts Leben vor seinem Wechsel nach Frankfurt gehört auch seine Freundschaft mit Lena Krieg. Der Briefwechsel aus den Jahren zwischen 1924 und 1929 zeigt „das wissenschaftliche und politische Interesse der beiden am Thema Kommunismus und Sozialismus“. 1927 ging auch Krieg als Studentin nach Frankfurt und schloss sich wie Klimpt dort der Roten Studentengruppe (RSG) an, einer politisch links der SPD angesiedelten Studentenvereinigung.:S. 32 Spätestens 1933 trennten sich die Wege von Klimpt und Krieg.
Über die Hintergründe von Klimpts Wechsel von Tübingen nach Frankfurt heißt es bei Marion Keller:

„In Tübingen hatte er die KoStuFra aufgebaut und an einer reichsweiten Vernetzung der roten Studentenbewegung mitgewirkt. Nach Frankfurt wechselte er, nachdem er in Tübingen für zwei Semester vom Studium ausgeschlossen worden war, weil er trotz eines Rektoratserlasses eine Veranstaltung mit einem bekannten kommunistischen Reichstagsabgeordneten (Arthur Rosenberg) organisiert hatte. In Frankfurt am Main, wo er mit Unterbrechung bis 1932 eingeschrieben war, gehörte er der Kommunistischen Studentengruppe an, deren Mitglieder auch in der RSG mitarbeiteten.“

Nach Keller zählte Klimpt neben Wolfgang Abendroth zu den Studierenden, die in Frankfurt am längsten der RSG angehörten. Die KoStuFra, die er in Tübingen mit aufgebaut hatte, war auch in Frankfurt eine der Fraktionen innerhalb der RSG, und so bestätigte noch der damalige Frankfurter Universitätsrektor Walter Platzhoff in einem Schreiben vom 5. September 1938, mit dem er auf ein Auskunftsverlangen der Gestapo vom 1. September 1938 antwortete, Klimpts Mitgliedschaft in „der kommunistischen Studentengruppe“.
Am 29. Juni 1933 ordnete das Preußische Kultusministerium per Erlass (U I Nr. 21890) an, „alle Studierenden vom Hochschulstudium auszuschließen, ‚die sich in den letzten Jahren nachweislich in kommunistischem Sinne betätigt haben (auch ohne Mitglied der KPD zu sein)‘. Die Hochschulen wurden verpflichtet, zur Feststellung der in Frage kommenden Personen die örtlichen Studentenführungen heranzuziehen und Listen der relegierten Studenten an alle Hochschulen zu versenden, um eine Immatrikulation der Betroffenen an anderer Stelle zu verhindern.“ Der nach der Machtübernahme frisch gewählte Rektor der Goethe-Universität, Ernst Krieck, folgte unverzüglich diesem Erlass, richtete einen Ausschuss zur politischen Überprüfung der Studenten ein und ließ die im Erlass geforderten Listen erstellen. Am 12. Juli 1933 schloss der Senat der Universität unter Berufung auf den Erlass des Preußischen Kultusministeriums sieben Studentinnen und Studenten mit sofortiger Wirkung vom Universitätsstudium aus. 15 weitere, die zu dem Zeitpunkt der Universität nicht mehr angehörten, wurden beschuldigt, „sich während ihrer Zugehörigkeit zur Frankfurter Universität [..] in kommunistischem Sinn betätigt“ zu haben.
Einer der 15 öffentlich als Kommunisten denunzierten Studenten war – ebenso wie seine frühere Freundin Lena Krieg – Werner Klimpt. In seiner Universitätsakte befindet sich zusätzlich noch die Kopie eines Schreibens vom 22. August 1933, in dem es heißt: „Auf Grund des Erlasses von 29. Juni 1933, U I Nr. 21890, ist sämtlichen deutschen Hochschulen mitgeteilt worden, dass Werner Klimpt sich während seiner Zugehörigkeit zur Universität Frankfurt a. M im kommunistischen Sinne betätigt hat.“ Es ist die Kopie eines Formschreibens, in dem Namen und Pronomen für unterschiedliche Personen und unterschiedlichen Geschlechts eingesetzt werden konnten.
Für Klimpt scheint das alles keine Folgen gehabt zu haben. Obwohl er noch bis 1932 in Frankfurt eingeschrieben war, war er bereits 1931 in Heidelberg mit einer von Emil Julius Gumbel und Emil Lederer betreuten Dissertation promoviert worden und konnte trotz dieser Denunziation seine wissenschaftliche Arbeit fortsetzen und 1936 seine Dissertation auch veröffentlichen. Klimpts persönlicher Eintrag im Katalog der Deutschen Nationalbibliothek nennt als Wirkungsorte in nicht-chronologischer Reihenfolge Berlin, Tübingen und Heidelberg. Aus der Biografie von Hans Heinrich Gerth, Klimpts Freund aus Frankfurter Tagen, geht hervor, dass Klimpt 1933 an der Berliner Universität tätig war, und zwar am Institut für Konjunkturforschung (Institute for Business Cycle Research).:S. 116; an anderer Stelle heißt es allerdings, er habe am Institut für Weltwirtschaft in Berlin gearbeitet („Worked at the Institute for World Economics in Berlin“).:S. 270 Das wird etwas deutlicher durch einen Hinweis auf die Jahre 1934 bis 1937, der besagt, Klimpt habe in diesem Zeitraum an „Prof. Wagemann's Institute for World Economics“ gearbeitet.:S. 57 Das verweist auf Ernst Wagemann und das von ihm gegründete Institut für Konjunkturforschung, das spätere Deutsche Institut für Wirtschaftsforschung.
Laut dem schon erwähnten Frankfurter Gestapo-Schreiben vom 1. September 1938 wohnte Klimpt zu dem Zeitpunkt in Berlin-Wilmersdorf. Die Gründe, weshalb Klimpt jetzt ins Visier der Gestapo geriet, sind ebenso wenig bekannt wie seine Lebens- und Arbeitsbedingungen während der Zeit des Nationalsozialismus. Auskunft könnte vermutlich sein Nachlass in der New York Public Library geben (siehe Weblinks), in dessen Beschreibung es heißt, er habe von 1933 bis 1939 am Institut für Konjunkturforschung in Berlin über die Forst-, Holz- und Papierindustrie geforscht. Außerdem gehört zum Nachlass ein Mitgliedsausweis der Organisation Todt.
Laut der Datenbank von Ellis Island traf Werner Klimpt am 30. September 1946 in New York ein. In der Passagierliste ist unter Familienstand ein „M“ für married eingetragen, d. h. er war verheiratet. Handschriftlich ist dazu zusätzlich vermerkt, er sei seit dem 6. Mai 1930 verheiratet, und ein weiterer Vermerk lautet „I.R.R.C.“, was ein Hinweis darauf ist, dass er mit Unterstützung des International Rescue and Relief Committee in die USA einreisen konnte, dem späteren International Rescue Committee. Dies wird bestätigt durch ein Dokument in der Datenbank von Ancestry mit dem Namen Free Access: Africa, Asia and Europe, Passenger Lists of Displaced Persons, 1946-1971 – Passenger Lists. Das Dokument besagt, dass Klimpt mit einem Non-Quota-Visum in die USA einreisen durfte und seine Passagierkosten vom IRRC übernommen worden waren.
Ein weiteres Dokument in der Ancestry-Datenbank, das Klimpts Registrierung für den Militärdienst dokumentiert, ist undatiert, kann aber nur aus dem Zeitraum zwischen seiner Ankunft in New York und dem 31. Dezember 1947 ausgestellt worden sein. Der zum Zeitpunkt der Registrierung arbeitslose (unemployed) Klimpt wohnte in Chicago, und in dem Zusammenhang wird auch erstmals Eva Klimpt erwähnt, seine damalige Ehefrau, mit der aber drei Jahre später nicht mehr zusammenlebte. Im 1950 United States Federal Census (ebenfalls dokumentiert bei Ancestry) wurde sein Familienstand als getrennt (separated) vermerkt, und er lebte als Untermieter (Lodger) bei der aus Deutschland stammenden Familie Pachter in New York. Beruflich ist er als Mathematiklehrer an einem College eingetragen.
Ein letztes Ancestry-Dokument, der Social Security Death Index, 1935-2014, datiert Klimpts Tod auf den Mai 1978 und nennt als letzten Wohnsitz Seattle.

## Eve Selke Klimpt und die Familie Selke
Aus Klimpts Privatleben wurde bislang nur seine frühere Beziehung zu Lena Krieg erwähnt. Unbekannt blieb dagegen, mit wem er laut dem Eintrag in der Passagierliste von Ellis Island verheiratet war beziehungsweise wer Eva (Eve) Klimpt war, die 1947 in seiner Registrierungskarte für den Militärdienst eingetragen ist. Eine Antwort hierauf gibt ein Schriftwechsel zwischen Eve Selke-Klimpt und Theodor W. Adorno beziehungsweise Friedrich Pollock, der sich im Nachlass von Adorno befindet (siehe Weblinks). In einem dort archivierten Brief vom 24. April 1959 bittet die in New York wohnende Eve Selke Klimpt um Bescheinigungen, die sie für ein Wiedergutmachungsverfahren benötige. Sie schildert in dem Brief, dass sie von August 1928 bis zum 15. Dezember 1930 unter ihrem Mädchennamen Eveline Selke die Buchbinderei des Instituts für Sozialforschung (IfS) geleitet habe und ausgeschieden sei, weil Ende Januar 1931 die Geburt ihres Kindes bevorstand. In Vertretung von Adorno wird ihr das am 8. Mai 1959 von Pollock bestätigt.
Die in Ellis Island aufbewahrte Passagierliste vom 6. September 1939 belegt. dass die fünfunddreißig Jahre alte Eveline Klimpt samt ihrer achtjährigen Tochter Inge am 28. August 1939 von Rotterdam aus die Reise in die USA antrat. Beide verfügten über am 17. August 1939 in Berlin ausgestellte Visa, und als Geburtsort der Tochter war Frankfurt eingetragen, für die Mutter Odessa. Ehemann und Vater war laut Liste Dr. W. Klimpt aus Berlin und Zielort in den USA Chicago mit der dort lebenden Schwester von Eveline Klimpt: „Dr. R. Eisler, Michael Reese Hosptital, Chicago“. Diese Angaben zur Tochter passen völlig zu den Angaben, die Eve Selke Klimpt in ihrem Brief an Adorno gemacht hat – in dem der Name Werner Klimpt allerdings nicht vorkam. Der Grund hierfür deutet sich im 1950 United States Federal Census an, in dem Werner Klimpts Familienstand als „getrennt lebend“ („Separated“) erfasst wurde.
In dem alphabetisch nach Nachnamen geordneten Schriftwechseln im Adorno-Nachlass befindet sich in unmittelbarer Nachbarschaft zu den Schreiben von und an Eve Selke Klimpt ein umfangreicherer Schriftwechsel, in dem es um einen ebenfalls in Odessa geborenen Rudolf Selke geht für dessen Antrag auf Verlängerung der Aufenthaltsbewilligung für Deutschland sich Adorno am 24. Februar 1955 nachdrücklich und erfolgreich beim damaligen Frankfurter Polizeipräsidenten Gerhard Littmann einsetzte. Adorno gab an, dass ihm Rudolf Selke aus der Zeit vor 1933 gut bekannt sei und damals am Institut für Sozialforschung intensiv mitgearbeitet habe. 1933 hätte er als „aus Rassengründen Verfolgter“ emigrieren müssen.
Obwohl es in den Schriftwechseln Selke Klimpt und Rudolf Klimpt keine wechselseitigen Verweise gibt, fallen doch einige Übereinstimmungen ins Auge: Beide sind in Odessa geboren, und der von Adorno erwähnten rassischen Verfolgung von Rudolf Selke korrespondiert der Eintrag „Hebrew“ in der Passagierliste von Eveline Klimpt. Das führt zu einer dritten in Odessa geborenen Person mit dem Namen Selke: Ruth Selke, besser bekannt als Ruth Eissler-Selke (1906-1989), der Psychoanalytikerin und Ehefrau von Kurt R. Eissler. Die Eisslers waren 1938, nach dem Anschluss Österreichs in die USA emigriert und ließen sich zunächst in Chicago nieder, wo Ruth Eissler-Selke als Kinderpsychiaterin am Michael Reese Hospital tätig war. Damit schließt sich der Kreis zu der in der Passagierliste von Eveline Klimpt erwähnten „R. Eisler“.
In dem biographischen Beitrag über die Psychoanalytikerin Ruth Eissler-Selke wird auf die Selke-Eissler Family Collection des Leo Baeck Instituts verwiesen. Dort ist der familiäre Zusammenhang der Familie Selke und ihrer Kinder dokumentiert. Das jüdische Elternpaar, Ludwig Selke (* 1874), ein leitender Mitarbeiter einer Hamburger Bank, der sich beruflich oft im Ausland aufhielt, und seine Frau Jenny (* 1877), hatten zusammen fünf Kinder: Eugen, Rudya (Rudolf), Eva, Ruth und Angela. Weiterführende Hinweise liegen bislang nur für die schon erwähnte Ruth, Angela und Rudolf vor. Rudolf war ein mehrsprachiger Übersetzer (Deutsch, Englisch, Französisch, Russisch und Spanisch), der wie von Adorno schon angedeutet, auch für das IfS gearbeitet hat. 1934 emigrierten er und seine Schwester Angela (1903–1993) nach Spanien, wo beide dann am Spanischen Bürgerkrieg teilnahmen. Nach der Niederlage der republikanischen Kräfte flüchteten sie 1939 nach Frankreich und später nach Mexiko. Während Angela später eine akademische Karriere in den USA gelang, kehrte Rudolf 1951 nach Deutschland zurück und arbeitete weiter als Übersetzer, in den 1960er Jahren auch für die Internationale Arbeitsorganisation in Genf. Wo er seine letzten Lebensjahre verbrachte und wann er starb, ist nicht bekannt.

## Werke
- Mathematische Untersuchungen im Anschluß an L. v. Bortkiewicz über die Reproduktion und Profitrate, Philosophische Dissertation, Heidelberg 1931, veröffentlicht Berlin 1936.